# Bundesgesetz über die elektronische Signatur
Das Schweizer Bundesgesetz über Zertifizierungsdienste im Bereich der elektronischen Signatur und anderer Anwendungen digitaler Zertifikate (Bundesgesetz über die elektronische Signatur, ZertES) (SR 943.03) regelt den rechtlichen Rahmen um digitalen Signaturen, dessen Einsatz, Anbieter,  sowie Rechte und Pflichten.
Es regelt ausführender die Anforderungen an eine qualifizierte Signatur, um einer eigenhändigen Unterschrift gemäss Obligationenrecht gleichwertig zu sein.